# 19395 Barrera
19395 Barrera è un asteroide della fascia principale. Scoperto nel 1998, presenta un'orbita caratterizzata da un semiasse maggiore pari a 2,2629205 UA e da un'eccentricità di 0,0827040, inclinata di 2,78978° rispetto all'eclittica.